# III Festival Mundial de la Joventut i els Estudiants
El Tercer Festival Mundial de la Joventut i els Estudiants va tenir lloc l'any 1951 a Berlín, capital llavors de la República Democràtica Alemanya. Organitzada per la Federació Mundial de la Joventut Democràtica (FMJD), la tercera edició del festival va aplegar a uns 26.000 joves de 104 països sota el lema "Joventut, uneix-te enfront del perill d'una nova guerra, en pro d'una pau duradora!".
El Festival va transcórrer en un període d'intens augment de la tensió entre el Bloc de l'Est i les potències occidentals a causa de la Guerra de Corea, primer conflicte internacional de proporcions des de la Segona Guerra Mundial. A tot el món es recol·lectaven signatures de suport a la Crida d'Estocolm, document llançat pel Consell Mundial de la Pau dirigit a les cinc grans potències, que les exhortava a concertar un tractat de pau. D'altra banda, en els Estats Units imperava el macartisme i a diversos països de l'OTAN es detenia i jutjava a militants pacifistes.
La Federació Mundial de la Joventut Democràtica va decidir llavors donar el seu recolzament a la recentment proclamada Alemanya Democràtica per mantenir des de la seva fundació una política conseqüent de pau i per haver extirpat tot el que pogués encoratjar en la seva terra les idees feixistes. El nou Estat socialista havia començat formalment a existir el 7 d'octubre de 1949, amb l'entrada en vigor de la seva Constitució i el traspàs del poder per part de les autoritats soviètiques.